# Riu Sella
|  | Pel riu Sella del País Valencià, vegeu riu Sella (País Valencià) |

El riu Sella (en asturià Seya) neix als Picos de Europa a la regió de Castella i Lleó. Brolla a la Fuente del Infierno a la localitat de Fonseya, Sajambre (província de León, creua Astúries, i desemboca al Mar Cantàbric entre la punta del Caballo i la platja de Santa Marina formant la ria de Ribadesella. Al riu Sella cada mes d'agost se celebra el descens internacional amb piragua (Descenso Internacional del Sella)., prova esportiva que ha originat el principal reclam de l'estiu asturià com és el descens de l'Sella o "Festa de les Piragües".
Els afluents més importants del riu són el riu Ponga, el riu Piloña, el riu Güeña i el riu Dobra. El riu travessa entre d'altres els pobles de Ribeseya (a la desembocadura), Les Arriondes, Cangues d'Onís i Casielles. És un bon lloc per pescar sobretot salmons.
El riu Sella fa 59,6 km de llargada i té un cabal de 42,79 m³/s de mitja. La conca és de 1.246 km² 

## Fauna
En el riu hi ha nombroses espècies d'àmbit estrictament terrestre que troben refugi i aliments en els sots i els matolls propers al riu. També existeixen espècies de medi aquàtic com la truita de riu, algunes aus i insectes. Destaquen nombroses espècies d'aus entre les quals el blauet (a vegades anomenat Martí Pescador del seu nom castellà). També destaca les diferents espècies de bugadera: la cuereta blanca i la cuereta torrentera, que són abundants a les roques del riu on cacen algun insecte com ara efímeres, libèl·lules, odonats, etc. Una altra espècie d'au és la merla d'aigua, no tan comú, que se submergeix per caçar algun insecte o crustaci. Per acabar està l'avió ribera, que caça insectes i nidifica els caus, que pel seu precari estat poblacional ha sigut inclosa en el catàleg d'espècies amenaçades.
Entre els mamífers destaca el principal predador del riu, la llúdriga que és una experta pescadora. També està en el catàleg d'espècies protegides.